# Иваньково-Ленино
Ива́ньково-Ле́нино (чув. Иваньково-Ленино; до 1935 года — Иваньково-Дурасово) — село Алатырского района Чувашской Республики России. Административный центр Иваньково-Ленинского сельского поселения.

## География
Расположено в 211 км к юго-западу от города Чебоксары и в 11 км к юго-востоку от города Алатыря, на левом берегу реки Суры.

## История
Первое документальное упоминание деревни Иваньково в 1610 году (Из книги Громова Т. А. «Историческая хроника нотариата Симб. губ. — Ульяновской обл.» Москва — 2010 г. , стр. 12 — 13 купчая крепость УКМ ПОЗ — 45 — № 7900). Это была деревня мордовских мурз из рода Полдясовых. От г. Алатыря и до реки Барыш находился их бортный ухожай и земли. Часть села Иванькова с 1748 г. принадлежала Дворцовому (удельному) ведомству, а другая часть была владельческой, в разные годы принадлежавшая дворянам Лобанову-Ростовскому Афанасию Васильевичу, Долгоруковым, Дементьевым, Болтиным, Зиновьевым, Зимнинским, Черкасским, Шереметевым, Разумовским, Леонтьевым, Жилиным, Сумароковым, Уваровым, Урусовым, Бухваловым, Блажиевским, Дурасовым.
В 1780 году, при создании Симбирского наместничества, село Иваньково, дворцовых крестьян и
помещиковых крестьян, вошло в состав Алатырского уезда. С 1796 года — в Симбирской губернии.
В 1859 году село Иваньково, по левому берегу р. Суры, находилось во 2-м стане Алатырского уезда Симбирской губернии, имелось: Церковь православная 1. Базар еженедельный. Завод винокуренный..
Храм каменный, построен прихожанами в 1890 году. Престолов в нём три: главный в честь Святой Троицы пока не был освящен, а в трапезной части, один в честь Богоявления Господня и другой в честь Покрова Пресвятые Богородицы. На месте прежнего храма построена каменная часовня. В селе земское училище и церковно- приход. школа (с 1897 г.).
7 апреля 1925 года, при создании трудовой земледельческой артели «Безбожник», переселенцами из села Иваньково был организован посёлок Безбожник (Мары).

## Население
| 2010 | 2012 |
| ---- | ---- |
| 828  | ↘752 |

В 1780 году в селе Иванково, дворцовых крестьян — 128, помещиковых крестьян — 184,
в нём же живут помещиковых крестьян — 264;
В 1859 году в Иваньково в 204 дворах жило: 814 муж. и 952 жен.;
В 1900 году в с. Иванькове (н. р.) 1143 м. и 1227 ж.; так же в составе села была деревня Нечаевка, и с 1826 г. д. Уваровка.

## Инфраструктура
В селе функционируют: школа, библиотека, сельский клуб, отделение «Почты России».

## Религия
В 1619 году в Иванькове была православная часовня Архистратига Михаила. Первая православная деревянная церковь Богоявления Господня построена в 1718 году, в 1744 году была построена новая, более вместительная, в 1774 году снова построена церковь. В 1890 году при священнике Петре Михайловиче Вознесенском освящён каменный трёх-престольный храм, построенный на средства прихожан. После 1945 года он стал именоваться Свято-Троицким.

## Транспорт
Иваньково-Ленино связано с Алатырем маршрутными автобусами, совершающими 3-5 рейсов в день.